# .na
.na este un domeniu de internet de nivel superior, pentru Namibia (ccTLD).